# Londoner Bier-Überschwemmung

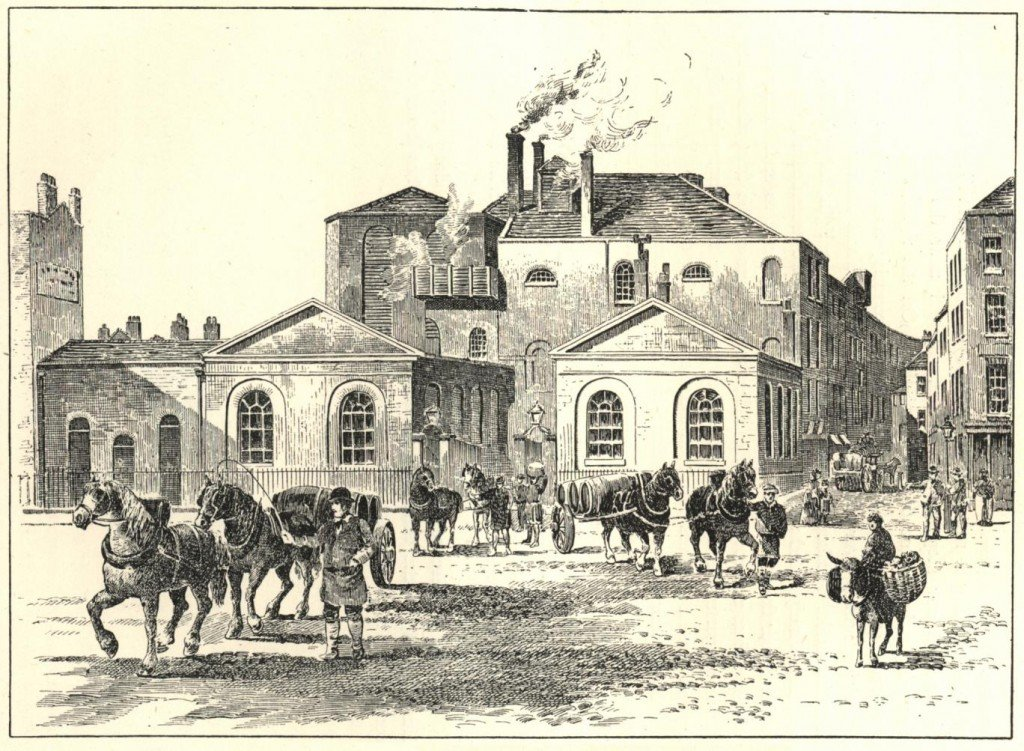
Die Londoner Horse Shoe Brauerei, um 1800

Die Londoner Bier-Überschwemmung ereignete sich am 17. Oktober 1814 in der Gemeinde St. Giles, London, England. In Meux’s and Companies Horse Shoe Brewery an der Tottenham Court Road platzten mehrere Fässer Bier, was einen Dominoeffekt auslöste und weitere Fässer in dem Gebäude bersten ließ. Die Folge war, dass mehr als 323.000 imperiale Gallonen (1.470.000 l) Bier in die Straßen strömten. Die Welle aus Bier zerstörte zwei Häuser und brachte die Wand des Pubs Tavistock Arms zum Einsturz. Die jugendliche Angestellte der Kneipe, Eleanor Cooper, wurde unter den Trümmern begraben. Binnen weniger Minuten war die New Street und angrenzende Straßen wie die Great Russell Street mit Bier überschwemmt. Dort starben sieben weitere Menschen, darunter auch eine Mutter und ihr dreijähriger Sohn.

## Vorgeschichte

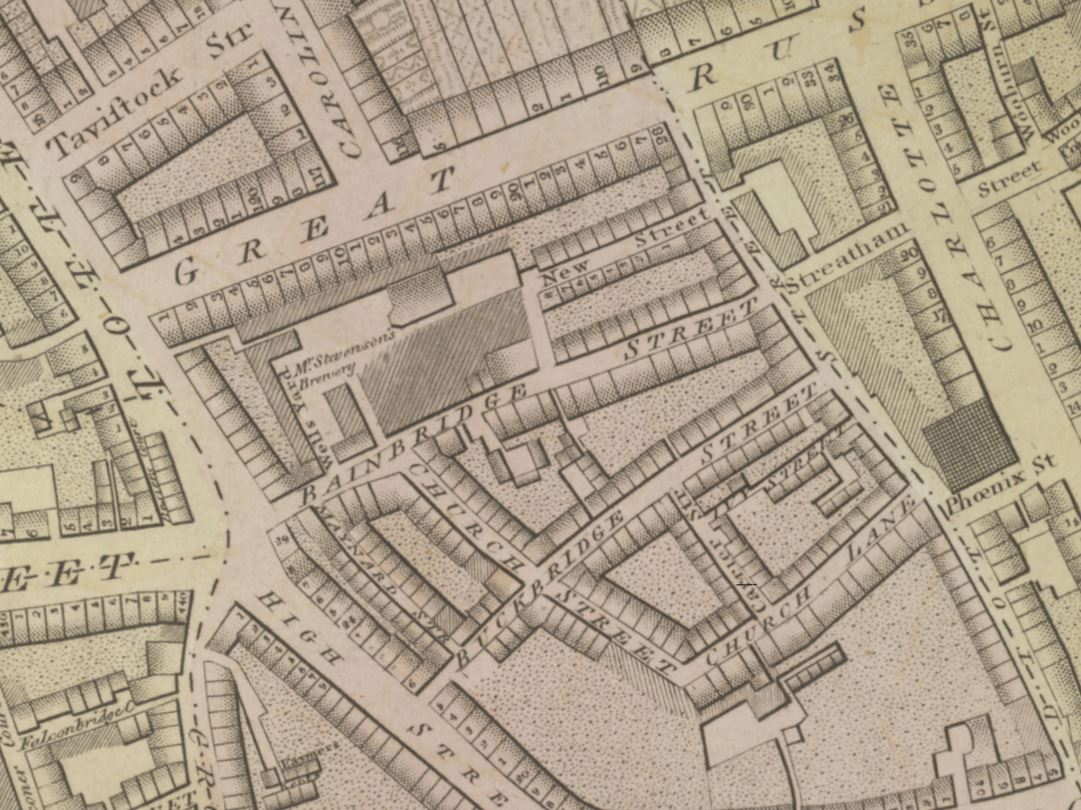
Lage der Horse Shoe Brewery

1809 erwarb Sir Henry Meux die Horse Shoe Brewery an der Kreuzung Tottenham Court Road und Oxford Street. Neben der Whitbread Brewery war sie eine der beiden größten Brauereien Londons. Meux braute ausschließlich Porter, ein dunkles Bier, das seinerzeit das beliebteste alkoholische Getränk Londons war. Meuxs Vater, Sir Richard Meux, war zuvor Miteigentümer der Griffin Brewery in der Liquor-Pond Street (heute Clerkenwell Road), wo er den größten geböttcherten Daubentank Londons mit einem Fassungsvermögen von knapp 20.000 Imp.gal. (etwa 90.922 l) errichten ließ.
Henry Meux versuchte, seinem Vater nachzueifern, und ließ einen hölzernen Daubentank mit einer Höhe von 22 ft (6,7 m) und einem Fassungsvermögen von etwa 18.000 Imp.gal. (etwa 81.830 l) errichten. Das Porter reifte mehrere Monate in großen Tanks, wobei bessere Sorten sogar bis zu einem Jahr reiften. In den zwölf Monaten zum Juli 1812 braute Meux & Co insgesamt 102.493 Imperial Barrels (deren Inhalte je nach Stand der Volumendefinition je 145 bis 166 l betrugen).

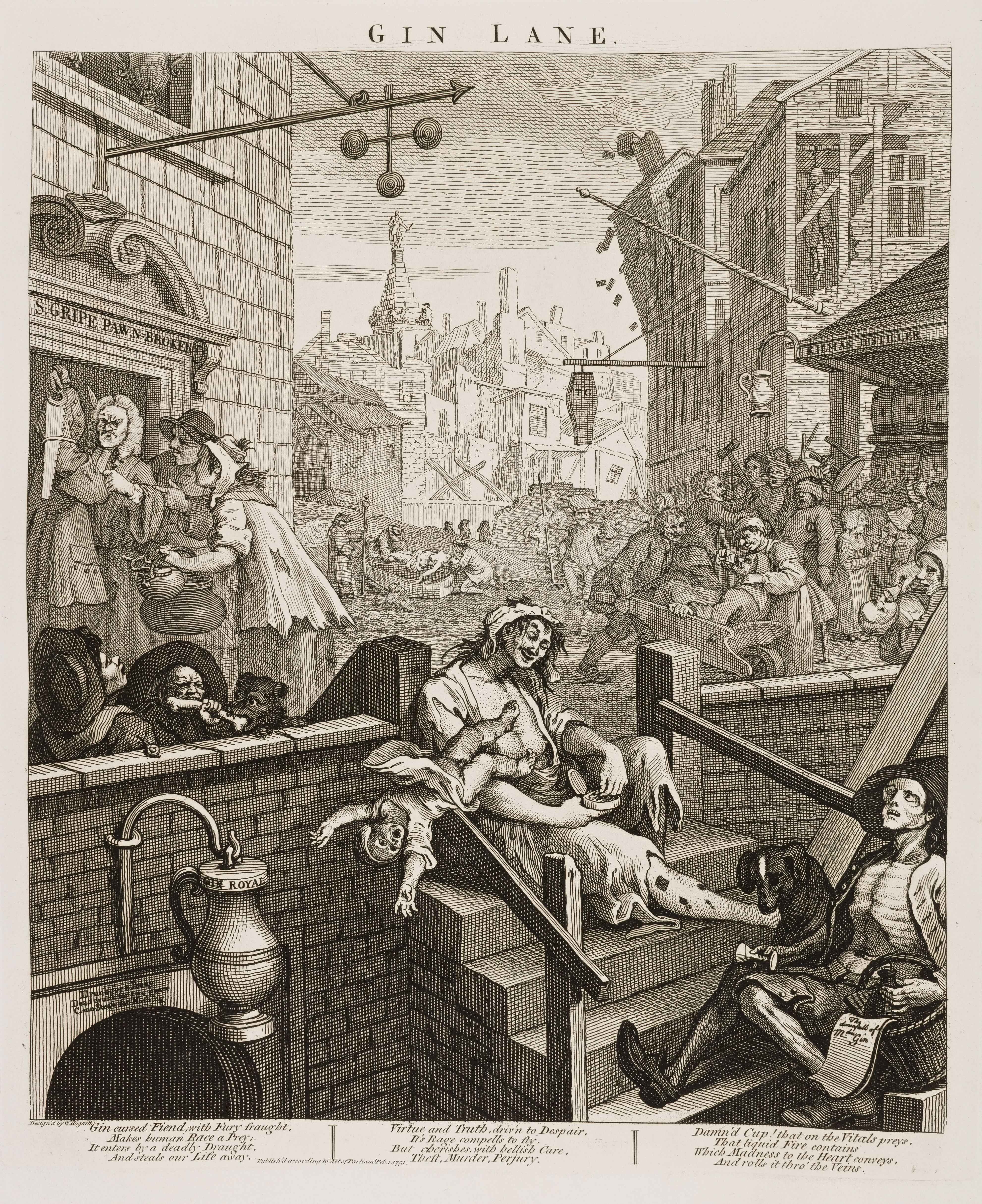
William Hogarths Stahlstich Gin Lane von 1751, der die Lebensumstände in St. Giles karikiert

Die Brauerei befand sich mitten unter den ärmlichen Häusern und Mietskasernen  der Rookery of St. Giles, eines sich über etwa acht Morgen (3,2 ha) erstreckenden Armenviertels. An ihrer Rückseite lag die New Street, eine aus der Dyott Street abzweigende Sackgasse. Richard Kirkland, Professor für irische Literatur, bezeichnet die Rookery als „einen beständig verfallenden Slum, der scheinbar immer am Rande des sozialen und wirtschaftlichen Zusammenbruchs stand“. Thomas Beames, Prediger von Westminster St. James, beschrieb das Viertel Jahre später als „Treffpunkt des Abschaums der Gesellschaft“, und William Hogarth diente es als Inspiration für seinen 1751 entstandenen Stahlstich Gin Lane. a

## Unfalltag
Am 17. Oktober 1814 bemerkte Lagerleiter George Crick gegen 16:30 Uhr, dass sich einer der 320 kg schweren eisernen Fassreifen des großen Tanks gelockert hatte und verrutscht war. Der 6,7 m hohe Behälter war bis auf zehn Zentimeter unterhalb der Oberkante mit zehn Monate altem Porter gefüllt. Da gelockerte Fassreifen jährlich zwei- bis dreimal vorkamen, war Crick nicht sonderlich beunruhigt. Er meldete das Problem seinem Vorgesetzten, der ihm versicherte, dass kein Schaden entstehen würde. Er solle eine Meldung an den Compagnon der Brauerei, Herrn Young, schreiben, um das Problem später beheben zu lassen.
Eine Stunde später stand Crick auf einer Plattform in 9 m Entfernung vom Tank, um Young seine Meldung zu übergeben, als das Gefäß ohne Vorwarnung platzte. Durch die Wucht der freigesetzten Flüssigkeit wurde der Absperrhahn eines benachbarten Tanks abgerissen, was zu einer Kettenreaktion führte und weitere Tanks beschädigte, die schwallartig 128.000 bis 323.000 imperiale Gallonen (ca. 581.900 bis 1.468.387 l) Bier freisetzten. Die Wucht der Flutwelle zerstörte die 7,6 m hohe Ziegelrückwand der Brauerei, von der Ziegelsteine nach oben geschleudert wurden und auf Hausdächer der nahe gelegenen Great Russell Street flogen.
Eine etwa 4,6 m hohe Flutwelle Porter schwappte in die New Street, wo sie zwei Häuser zerstörte und zwei weitere schwer beschädigte. In einem der Häuser saß die vierjährige Hannah Bamfield mit ihrer Mutter und einem weiteren Kind beim Tee. In dem zweiten zerstörten Haus hielt eine irische Familie Totenwache für einen zweijährigen Jungen. Anne Saville, die Mutter des Jungen, und vier weitere Trauernde (Mary Mulvey und ihr dreijähriger Sohn, Elizabeth Smith und Catherine Butler) wurden getötet. Eleanor Cooper, eine 14-jährige Bedienstete der Gastwirtschaft Tavistock Arms in der Great Russell Street, kam ums Leben, als sie beim Waschen von Töpfen im Hof der Brauerei unter der einstürzenden Mauer begraben wurde. Ein weiteres Kind, Sarah Bates, wurde in einem anderen Haus in der New Street tot aufgefunden. Das Gelände um das Gebäude war tief gelegen und flach und aufgrund unzureichender Entwässerung floss das Bier in die Keller, von denen viele bewohnt waren, so dass die Menschen sich auf Möbel retten mussten, um nicht zu ertrinken.
Alle Mitarbeiter der Brauerei überlebten, obwohl drei Arbeiter aus den Trümmern gerettet werden mussten. Der Vorarbeiter und einer der Arbeiter wurden zusammen mit drei anderen Personen ins Middlesex Hospital gebracht.

## 17. bis 19. Oktober
Im Nachgang wurde berichtet, dass hunderte Menschen herbeieilten, um das ausgelaufene Bier abzuholen. Daraus resultierte eine Massenbetrunkenheit, an der einige Tage später eine Person an Alkoholvergiftung verstorben sein soll. Brauereihistoriker Martyn Cornell merkt jedoch an, dass in den Zeitungen jener Zeit keine Hinweise auf Ausschreitungen oder den späteren Todesfall zu finden waren, stattdessen berichteten sie, dass sich die Menschen gesittet verhielten. Cornell wies darauf hin, dass die Presse jener Zeit die in St. Giles lebende eingewanderte irische Bevölkerung meist negativ darstellte und über eventuelle Fehlverhalten sicher eingehend berichtet hätte.
Die Umgebung hinter der Brauerei bot ein Bild der Verwüstung, das dem eines Brandes oder Erdbebens gleichkam. Die Pförtner der Brauerei luden Besucher ein, die Überreste der zerstörten Bierfässer zu besichtigen, was einige hundert Schaulustige wahrnahmen. Die im Keller getöteten Trauergäste erhielten eine eigene Totenwache im Gasthaus The Ship in der Bainbridge Street. Die anderen Leichen wurden von ihren Familien in einem nahegelegenen Hof unter Anteilnahme der Öffentlichkeit aufgebahrt, und für die geschädigten Familien wurden in größerem Umfang Spenden gesammelt.

## Juristische Aufarbeitung
Die gerichtliche Untersuchung fand am 19. Oktober 1814 unter Leitung des Middlesexer Gerichtsmediziners George Hodgson im Arbeitshaus der Gemeinde St. Giles statt. Hodgson führte die Geschworenen an den Ort des Geschehens, wo sie die Brauerei und die Leichen besichtigten, bevor die Zeugenaussagen aufgenommen wurden. Die ersten Zeugen waren George Crick, der den Vorfall in voller Länge gesehen hatte, und sein Bruder, der in der Brauerei verletzt wurde. Crick sagte aus, dass sich Fassreifen an den Fässern drei- oder viermal im Jahr lockerten, ohne dass dies bis dahin zu Problemen geführt hätte. Auch Richard Hawse, der Wirt des Tavistock Arms, dessen Bardame bei dem Unfall ums Leben gekommen war, und mehrere andere Personen sagten als Zeugen aus. Die Geschworenen kamen schließlich zu dem Schluss, dass alle acht Personen „zufällig durch ein versehentliches Unglück“ umkamen.
Als Opfer des Unglücks wurden offiziell benannt:
| Name             | Alter |
| ---------------- | ----- |
| Ann Saville      | 53    |
| Eleanor Cooper   | 14    |
| Hannah Bamfield  | 4     |
| Catherine Butler | 63    |
| Elizabeth Smith  | 27    |
| Mary Mulvey      | 30    |
| Thomas Mulvey    | 3     |
| Sean Duggins     | 29    |

## Nachwirkungen
Aufgrund des für die Brauerei günstig ausgefallenen Gerichtsurteils, nach dem es sich um höhere Gewalt handelte, musste Meux & Co keine Entschädigung an die Opfer zahlen. Dennoch kostete die Katastrophe durch das verlorene Bier und die Schäden an Gebäuden und Ausstattung das Unternehmen 23.000 Pfund. Nach einer Petition an das Parlament erhielt die Brauerei von der britischen Steuerbehörde HM Excise rund 7.250 Pfund an Steuern erstattet, was sie vor der Insolvenz bewahrte.
Die Horse Shoe Brewery wurde bald darauf wieder in Betrieb genommen. Sie schloss 1921, als Meux seine Produktion in die 1914 erworbene Nine Elms Brewery in Wandsworth verlegte. Zum Zeitpunkt der Schließung umfasste das Gelände 9.600 m2. Die Brauerei wurde im darauffolgenden Jahr abgerissen, die New Street mit angrenzenden Grundstücken wurden später überbaut. An dem ehemaligen Brauereigelände liegt heute Dominion Theatre. Meux & Co ging 1961 in Liquidation.
Als Folge des Unfalls wurden große Holztanks in der gesamten Brauindustrie schrittweise durch ausgekleidete Betonbehälter ersetzt.